# Верхняя Ищередь
Верхняя Ищередь — деревня в Кораблинском районе Рязанской области, входит в сельское поселение Пустотинское.
Село расположено в 100 км от областного центра, в 3 км к северо-востоку от села Нижняя Ищередь. Асфальтовых дорог не имеет. Чтобы добраться из Нижней Ищереди до Верхней, необходимо пересечь ручей. В сухую погоду на его территории возможен проезд грузового и внедорожного автотранспорта.
Верхняя Ищередь по размеру территории намного меньше Нижней (количество домов не превышает 15), с одной стороны окружена хвойным лесом и расположена на берегу довольно широкого искусственного пруда, в котором водится рыба. Верхняя Ищередь полностью сгорела от пожара в 2008 году.
Местность богата птицей и дичью (для охоты требуется лицензия). Велико количество змей.

## Население
| 1859 | 1906 | 2010 |
| ---- | ---- | ---- |
| 734  | ↘470 | ↘12  |